# Ars Docendi-Staatspreis für exzellente Lehre
Der seit 2013 vergebene Ars Docendi-Staatspreis für exzellente Lehre soll die besondere Bedeutung der Lehre im Wissenschaftsbetrieb betonen. Das Bundesministerium für Bildung, Wissenschaft und Forschung (BMBWF) zeichnet damit jährlich Lehrende an öffentlichen Universitäten, Fachhochschulen, Privatuniversitäten und Pädagogischen Hochschulen in Österreich aus.

## Preis
Der bei seiner Einführung 2013 mit 5.000 Euro dotierte Ars Docendi-Staatspreis für exzellente Lehre richtete sich zunächst an Lehrende der öffentlichen Universitäten Österreichs. Er wurde in den fünf Fachkategorien (1) Geistes-, Sozial- und Kulturwissenschaften, (2) Mathematik, Informatik, Natur- und Technikwissenschaften (MINT), (3) Medizin und Gesundheitswissenschaften, (4) Wirtschaft und Recht und Kunst, (5) Musik und Gestaltung sowie in zwei weiteren thematischen Kategorien verliehen. Der damalige Wissenschafts- und Forschungsminister Karlheinz Töchterle beschrieb die Bedeutung des Preises folgendermaßen: „Mit dem Staatspreis für exzellente Lehre wollen wir für den Wert der Lehre Bewusstsein schaffen. Auch, weil die Qualität der Lehre entscheidend für ein Studium ist und es viele engagierte Lehrende gibt, die genau in diesem Sinne agieren.“ Eine international besetzte Fachjury ist für die Vorschläge und Nominierungen zuständig.
Seit 2014 werden Lehrende an Fachhochschulen und Privatuniversitäten, seit 2019 auch Lehrende an Pädagogischen Hochschulen mit einbezogen. Das macht den Ars Docendi zur bundesweit einzigen „Auszeichnung für herausragende Lehrleistungen an allen vier Hochschulsektoren.“ 2016 wurde das Preisgeld auf je 7.000 Euro erhöht. Seither werden nicht mehr fachbezogene Kategorien, sondern innovative Lehrkonzepte in fünf wechselnden thematischen Kategorien ausgeschrieben.

## Preisträger
2013:
- Geistes-, Sozial- und Kulturwissenschaften: Konstanze Fliedl (Universität Wien)
- MINT: Wolfgang Fellin (Universität Innsbruck)
- Medizin und Gesundheitswissenschaften: Thomas Wegscheider (Medizinische Universität Graz)
- Wirtschaft und Recht: Herbert Stocker (Universität Innsbruck)
- Kunst/Musik: Martin Hochleitner (Kunstuniversität Linz)
- Innovative Lehrkonzepte: Helmi Vent (Universität Mozarteum Salzburg) und Silke Meyer (Universität Innsbruck)[2]

2014:
- Geistes-, Sozial- und Kulturwissenschaften: Harald A. Friedl (Fachhochschule Joanneum – Standort Bad Gleichenberg)
- MINT: Susanne von Baeckmann und Hilmar Linder (Fachhochschule Salzburg)
- Medizin und Gesundheitswissenschaften: Florian Buchner (Fachhochschule Kärnten)
- Wirtschaft und Recht: Dietmar Horst Sternad (Fachhochschule Kärnten)
- Innovative Lehrkonzepte: Gudrun Gaedke (Fachhochschule Wien der Wirtschaftskammer Wien)
- Innovative Prüfungskonzepte: Roland Priebernig gemeinsam mit Daniela Schmidt (Fachhochschule Technikum Wien)[3]

2015:
- Geistes-, Sozial- und Kulturwissenschaften: Ulrike Felt (Universität Wien)
- MINT: Stefan Mayr (Universität Innsbruck)
- Medizin und Gesundheitswissenschaften: Michael Schmidts (Karl Landsteiner Privatuniversität für Gesundheitswissenschaften, Krems)
- Wirtschaft und Recht: Kai Erenli (Fachhochschule des bfi Wien)
- Kunst, Musik und Gestaltung: Baerbel Mueller (Universität für angewandte Kunst Wien)
- Lehrkonzept Studienbeginn: Achim Zeileis und Team (Universität Innsbruck)
- Lehrkonzept Modularisierung: Eva Jonas (Universität Salzburg)[4]

2016:
- Forschendes Lernen und Erschließung der Künste auf BA- und MA-Ebene: August Österle und Ulrike Schneider (Wirtschaftsuniversität Wien)
- Lehre unter besonderer Berücksichtigung unterschiedlicher Bildungsbiografien und/oder unterschiedlicher Vorkenntnisse: Thomas Reiter (Fachhochschule Salzburg)
- Digitale Lehr- und Lernelemente in Verbindung mit traditionellen Vermittlungsformen: Franz Embacher (Universität Wien)
- Kooperative Lehr- und Lernformen innerhalb der jeweiligen Hochschule, über Hochschulen und HS-Sektoren hinweg: Gerhard Speckbacher (Wirtschaftsuniversität Wien)
- Lehr- und Prüfungsformen bei Einführungsveranstaltungen: Hermann Schichl und Roland Steinbauer (Universität Wien)[5]

2017:
- Digitale Lehr- und Lernelemente in Verbindung mit traditionellen Vermittlungsformen: Dagmar Archan (Campus 02 Fachhochschule der Wirtschaft)
- Persönlichkeitsorientierte und/oder kreativitätsfördernde Ansätze in Lehrveranstaltungen und Studierendenbetreuung: Ursula Reisenberger (Fachhochschule Salzburg)
- Innovative Lehrmodelle bei hohen Studierendenzahlen und großen Gruppengrößen: Paul Zajic (Medizinische Universität Graz)
- Umsetzung hochschulischer Internationalisierungskonzepte in der Lehrveranstaltung: Nora Ruck und Markus Brunner (Sigmund Freud Privatuniversität), Bernadette Wegenstein (Johns Hopkins University, Baltimore)
- Forschungsbezogene Lehre, insbesondere die Vermittlung wissenschaftlichen Arbeitens während des Studiums: Stephan Moebius und Martin Griesbacher (Universität Graz)[6]

2018:
- Digitale Lehr- und Lernelemente in Verbindung mit traditionellen Vermittlungsformen: Thomas Binder und Team (Medizinische Universität Wien)
- Konzepte und Beispiele im Bereich kooperativer Lern- und Arbeitsformen über Hochschulen und Hochschulsektoren hinweg: Elisabeth Katzlinger und Martin Stabauer (Universität Linz)
- Forschungs- und kunstgeleitete Lehre, insbesondere die Förderung von kritischem Denken, Dialogorientierung, Methodenkompetenz: Martin Dürnberger (Universität Salzburg)
- Umsetzung hochschulischer Internationalisierungskonzepte in der Lehre: Manuel Selg (Fachhochschule Oberösterreich – Hagenberg, Linz, Steyr, Wels)
- Herausragende Betreuung von wissenschaftlichen und künstlerischen Abschlussarbeiten (MA, Dipl., Diss.): Silvia Mille und Johannes Steyrer (Wirtschaftsuniversität Wien)[7]

2019:
- Lernergebnisorientierte Prüfungskultur und deren Verankerung in der Lehrveranstaltung: Armin Berger und Helen Heaney (Universität Wien)
- Digitale Transformation in der Lehre: Christian Rudloff und Stephan Wieser (Pädagogische Hochschule Wien)
- Kooperative Lehr- und Arbeitsformen: Alois Frotschnig, Kerstin Blumenstein, Wolfgang Gruber, Teresa Sposato und Christina Tanzer (Fachhochschule St. Pölten)
- Forschungsbezogene bzw. kunstgeleitete Lehre: Claudia Paganini (Universität Innsbruck)
- Qualitätsverbesserung von Lehre und Studierbarkeit: Karin Wegenstein und Karin Dobernig (Fachhochschule Wiener Neustadt)[8]

2020:
- Lernergebnisorientierte Prüfungskultur und deren Verankerung in der Lehrveranstaltung: Gabriele Spilker (Paris-Lodron-Universität Salzburg)
- Digitale Transformation in der Lehre: Sylvia Lingo (Universität Wien)
- Kooperative Lehr- und Arbeitsformen: Benjamin Hetzer (Medizinische Universität Innsbruck) und Georg Gasser (Universität Innsbruck)
- Forschungsbezogene bzw. kunstgeleitete Lehre: Dimitri Prandner und Robert Moosbrugger (Johannes Kepler Universität Linz)
- Qualitätsverbesserung von Lehre und Studierbarkeit: Alex Zaufel, Simon Kraler, Alexander Rosenkranz, Florian Moik, Maximilian Christian Köller, Peter Fickert, Adrian Stelzl, Jakob Riedl, Abakar Magomedov, Florian Wenzl, Victor Scheu, Stefan Weikl, Aryan Aliabadi, Gregor Mayer, Hasibullah Ehsas, Nikolaus Schreiber, Samy Mady, Matthias Egger, Christian Haider, Florian Schmalzer (Medizinische Universität Graz)[9]

2021:
- Lernergebnisorientierte Prüfungskultur und deren Verankerung in der Lehrveranstaltung: Denis Weger (Universität Wien)
- Digitale Transformation in der Lehre: Michaela Nettekoven, Maria Krakovsky, Lukas Kowarsch (Wirtschaftsuniversität Wien)
- Kooperative Lehr- und Arbeitsformen: Johannes Nikolaus Rauer, Corinna Engelhardt-Nowitzki, Maria Cecilia Perroni, Horst Orsolits (Fachhochschule Technikum Wien)
- Methoden des Distance Learning und deren nachhaltiger Einsatz: Bernhard Spangl (Universität für Bodenkultur Wien)
- Qualitätsverbesserung von Lehre und Studierbarkeit: Paul Baumgartner, Sophie Steger, Dominik Mayrhofer, Christian Manfred Riener, Clemens Hagenbuchner, Daniela Hell, Ema Saletovic, Michael Christoph Kolm, Julia Christina Maier, Alexander Matteo Palmisano, Wendelin Angermann, Markus Embacher, Christoph Griesbacher, Maximilian Huber, Benedikt Joachim Kantz, Sophie Lennkh, Johannes Niederwieser, Reinhard Pichler, Anna Masiero (Technische Universität Graz)

2022:
- Lernergebnisorientierte Lehr- und Prüfungskultur: Hannes Stofferin, Helga Fritsch, Romed Hörmann (Medizinische Universität Innsbruck)
- Lehre und Digitale Transformation: Michael Tesar, Kerstin Stöckelmayr, Anne Busch (Fachhochschule Wiener Neustadt)
- Kooperative Lehr- und Arbeitsformen: Monica Christova, Hannes Aftenberger, Helmut Wandschneider (Fachhochschule Joanneum)
- Forschungsbezogene bzw. kunstgeleitete Lehre: Reinhold Schodl, Sandra Eitler (Fachhochschule des BFI Wien)
- Qualitätsverbesserung von Lehre und Studierbarkeit: Ursula Grasser, Ursula Skrabitz, Norbert Holzer, Anneliese Franz (Private Pädagogische Hochschule Augustinum)

2023:
- Lernergebnisorientierte Lehr- und Prüfungskultur: Tobias Hell, Pia Tscholl, Elisabeth Hell, Lisa Schlosser (Leopold-Franzens-Universität Innsbruck)
- Lehre und Digitale Transformation: Silvia Lipp (Karl-Franzens-Universität Graz)
- Kooperative Lehr- und Arbeitsformen: Heimo Hirner, Sigrid Schefer-Wenzl, Igor Miladinovic, Bernhard Taufner, Leon Freudenthaler (Fachhochschule Campus Wien), Nikolaus Forgó (Universität Wien)
- Forschungsbezogene bzw. kunstgeleitete Lehre: Sarah Chaker (Universität für Musik und darstellende Kunst Wien)
- Qualitätsverbesserung von Lehre und Studierbarkeit: Michaela Szölgyenyi (Alpen-Adria-Universität Klagenfurt)

2024:
- Lernergebnisorientierte Lehr- und Prüfungskultur: Angelika Lahnsteiner (Paris-Lodron-Universität Salzburg)
- Gesellschafts- und Nachhaltigkeitsorientierte Lehre: Eithne Knappitsch (Fachhochschule Kärnten), Anna Zinenko (Universitat Autònoma de Barcelona)
- Kooperative Lehr- und Arbeitsformen: Interprofessionelle Skills Night Innsbruck – Notfall4You 37: Marc Kalenka, Nikolas Schmidbauer, David Pichler Peter Mulser, Franziska Buschert, Matthias Hilkenmeier (Medizinische Universität Innsbruck); Laura Sieberer, Matthias Feichter, Ivan Abbinante (FHG – Zentrum für Gesundheitsberufe Tirol)
- Forschungsbezogene bzw. kunstgeleitete Lehre: Marlene Kollmayer, Barbara Schober (Universität Wien)
- Qualitätsverbesserung von Lehre und Studierbarkeit: Mara Mantovan, Christoph Walter Ebner, Katharina Knoll, Adriana Wördehoff, Alexandra Ciresa-König (Medizinische Universität Innsbruck)